# Reloj ecuatorial
El Reloj ecuatorial es un tipo de reloj de sol que tiene su superficie inclinada. El reloj posee su métrica horaria incluida en el plano del ecuador esto simplifica en gran medida su construcción debido a que la sombra se realiza en coordenadas ecuatoriales. El reloj es una especie de esfera armilar que representa mediante la proyección gnomónica la esfera celeste en el horizonte del lugar, el stilo es paralelo al eje terrestre. Sus características hacen que las líneas horarias estén homogéneamente equiespaciadas 15º por cada hora solar. Es por esta razón, por la que es uno de lo relojes solares más fácil de trazar. Es frecuente encontrarse este tipo de relojes solares como parte de los cenadores ocupando una posición ornamental en los jardines de todo tipo.
|                                                         |
| Reloj ecuatorial con el stilo paralelo al eje terrestre |

|                                               |
| Reloj ecuatorial plano chino ubicado en Pekín |

|                                                                     |
| Un reloj armilar: una variante esférica de los relojes ecuatoriales |

## Características

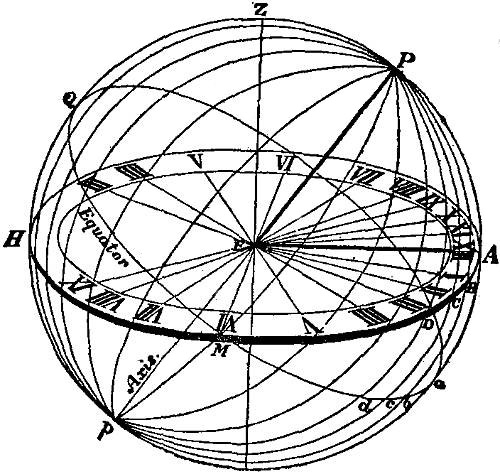
Un reloj ecuatorial es la representación de la esfera celeste en el horizonte del lugar.

Este tipo de reloj se caracteriza por poseer el gnomon paralelo al eje de rotación terrestre, apuntando al polo norte (o polo sur en el caso de construirse en la zona austral). Su disposición se realiza de tal forma que las horas representadas en la escala horaria es siempre de horas iguales o equinocciales. El arco diurno en coordenadas ecuatoriales se divide en arcos de 15.ª (horas equinocciales) para completar los 360° del círculo máximo. Su sencillez en el trazado permite que se realice con un conocimiento muy limitado de matemáticas y astronomía. Es por esta razón por la que los principiantes de gnomónica comienzan el estudio profundo de este reloj para comprender el resto de los relojes solares. 

### Tipos de ecuatoriales
Suele haber dos tipos de relojes ecuatoriales, aquellos que tienen la escala horaria en un plano (denominados relojes ecuatoriales planos) y los que se dibujan en una esfera (denominados relojes armilares o relojes ecuatoriales esféricos). Los primeros suelen tener la escala horaria en sus dos caras. No obstante todos ellos poseen en común la escala horaria contenida en el plano del ecuador. Esto es, en un plano inclinado con valor igual a la co-latitud del lugar (es decir a {\displaystyle 90^{o}-\varphi }) y orientada al mediodía. El plano del ecuador, al ser paralelo al transcurso diurno del sol en la esfera celeste, reduce su trazado horario haciéndolo homogéneo. Los relojes planos tienen dos redes horarias, una por cada lado del cuadrante. 
La homogeneidad de la red horaria de este reloj le ha convertido en candidato ideal para incluir en muchos de ellos algunas ligeras variantes como las correcciones debidas a la ecuación del tiempo en el propio gnomon. Caso especial dentro de esta categoría es el diseño del reloj ecuatorial del gnomonocista alemán Martin Bernhard que posee un gnomon analemático reversible con perfil de la ecuación de tiempo (uno de los ejemplares se encuentra en el Carl-Zeiss-Planetarium de Stuttgart). Algunos de los modernos relojes solares de precisión se diseñan como un reloj ecuatorial debido a la sencillez que poseen en su diseño además de ser el tipo de relojes que menos se ve afectado por la interferencia que pueda hacer en la lectura de las horas la refracción atmosférica. 
|                            |
| Cara meridional o superior |

|                               |
| Cara septentrional o inferior |

### Calendario
En el caso del reloj ecuatorial plano la longitud de la sombra {\displaystyle {\mathcal {U}}} proporcionada por el ortostilo de longitud g del reloj sobre la escala horaria es inversamente proporcional a la declinación solar. De tal forma que resulta: 
{\displaystyle {\mathcal {U}}={\frac {g}{\tan \delta }}}
En los días del año en los que la declinación solar es positiva la sombra va haciéndose más y más pequeña, hasta que alcanza el solsticio de verano que la declinación vale {\displaystyle \epsilon } (oblicuidad de la eclíptica), tras este periodo la sombra va creciendo hasta que en el equinoccio {\displaystyle \delta =0^{o}} la sombra es infinitamente larga. Pasado el equinoccio la sombra pasa por el reverso del cuadrante.

### Movimiento del reloj
Una de las características más notables de este tipo de relojes, aparte de su sencillez en el trazado de las líneas horarias es la capacidad que posee de ser transportado a otra latitud sin cambio en el diseño. Si el relo se ha diseñado para una latitud {\displaystyle \varphi _{1}} se puede trasladar a otra {\displaystyle \varphi _{2}} inclinando el eje del reloj convenientemente. Un ejemplo aclaratorio puede encontrarse si se peinsa en un reloj ubicado en el polo norte {\displaystyle \varphi =90^{o}} que aparecerá como horizontal, mientras que si se traslada al ecuador terrestre. Por lo tanto un reloj ecuatorial puede ser trasladado a cualquier latitud sin cambio en su red horaria, basta con cambiar la inclinación con el horizonte.

## Usos
En los relojes ecuatoriales armilares es posible averiguar el día del año con un sistema muy sencillo debido a que la declinación solar es entendida en las coordenadas ecuatoriales como la altura y por lo tanto la umbra recta será diferente cada día del año (al igual que el valor de la declinación). Este tipo de reloj, aunque en raras ocasiones se diseña para que proporcione las horas temporarias, las babilónicas e itálicas. Muchos de estos relojes se realizan en superficies planas, o en esferas excavadas (bajo la denominación ecuatorial cilíndrico).